# Théories de la Terre creuse
 (janvier 2024).
Si vous disposez d'ouvrages ou d'articles de référence ou si vous connaissez des sites web de qualité traitant du thème abordé ici, merci de compléter l'article en donnant les références utiles à sa vérifiabilité et en les liant à la section « Notes et références ».
 (septembre 2016).
L'expression Terre creuse fait référence à des théories selon lesquelles la planète Terre serait creuse, ces théories étant presque toujours associées à l'idée que la Terre possède une surface interne habitable. Bien que des romans d'aventure les aient un temps rendues populaires, elles reçoivent peu de soutien au XXIe siècle ; les théories géodésiques actuelles les invalident, et la totalité de la communauté scientifique les rejette, considérant qu'il s'agit de théories pseudoscientifiques.

## Les diverses théories

### Terres creuses conventionnelles

#### Dans l'histoire ancienne

Théorie de la Terre creuse d'Edmund Halley.

La Terre creuse envisagée par Euler dans une expérience de pensée, avec deux ouvertures aux pôles, et un soleil intérieur.

Dans les temps anciens, l'existence de « royaumes souterrains » était partie intégrante de nombreuses croyances religieuses, comme les Enfers de la mythologie grecque, le Svartalfheim de la mythologie nordique.
Edmund Halley émit en 1692 l'idée que la Terre était constituée d'une coquille creuse d'environ 800 km d'épaisseur, de deux coquilles concentriques intérieures, et d'un noyau central, ayant respectivement les diamètres approximatifs des planètes Vénus, Mars et Mercure. Ces coquilles seraient séparées par une couche atmosphérique, chacune d'elles aurait ses propres pôles magnétiques, et elles tourneraient à des vitesses différentes. Halley a proposé ce modèle pour expliquer des anomalies dans l'affichage des boussoles. Il émit l'hypothèse de l'existence d'une atmosphère lumineuse à l'intérieur de la Terre, celle-ci produisant les aurores boréales en s'échappant à l'extérieur. Il émit également l'hypothèse que les mondes intérieurs pourraient être habités.
Certains[Qui ?] ont prétendu que Leonhard Euler avait également émis l'idée d'une Terre creuse, éliminant les coquilles multiples pour postuler l'existence d'un soleil intérieur qui fournirait de la lumière à une civilisation avancée. Cette conception pourrait provenir de la mauvaise interprétation d'un écrit dans lequel Euler relatait une simple expérience de pensée. 
Sir John Leslie développa plus tard cette idée, suggérant deux soleils centraux, qu'il nomma Pluton et Proserpine.

#### AuXIXesiècle
En 1818, John Cleves Symmes, Jr., suggéra que la Terre était constituée d'une coquille d'environ 1 300 km d'épaisseur, avec des ouvertures d'environ 2 300 km au niveau des deux pôles, et de quatre coquilles intérieures, chacune d'elles étant également ouverte aux pôles. Symmes devint le plus célèbre parmi les premiers partisans de la terre creuse. Il prépara même une expédition au pôle nord, grâce aux efforts de l'un de ses disciples, James McBride, mais le nouveau président des États-Unis, Andrew Jackson (en fonction de 1829 à 1837), mit fin à la tentative. Symmes mourut en 1829 sans avoir pu mener à bien son projet.[réf. nécessaire]
Cependant, un autre de ses disciples, Jeremiah N. Reynolds, qui organisait des conférences sur la « Terre creuse », suggéra également une expédition au pôle. Il semble qu'il ait tenté d'en organiser une par lui-même, mais l'issue en demeure obscure. Les informations disponibles sur Reynolds restent fragmentaires et contradictoires ; il n'existe même pas de portrait de lui. Certains[Qui ?] affirment qu'il n'avait que des intérêts pécuniaires, que l'« expédition » qu'il proposait n'était en fait qu'une tentative de fraude, et qu'il disparut ensuite. Pour d'autres, il essaya réellement de mener à bien son expédition mais échoua, puis tenta en vain de rejoindre l'expédition de Charles Wilkes en 1838-1842, la suite de sa vie nous étant inconnue.[réf. nécessaire]
Symmes lui-même n'écrivit aucun livre sur ses idées, mais d'autres le firent. McBride écrivit La théorie des sphères concentriques de Symmes en 1826. Il semble que Reynolds ait rédigé un article qui parut sous forme de brochure séparée en 1827 : Commentaires sur la théorie de Symmes parue dans l'American Quarterly Review. En 1868, un professeur du nom de W. F. Lyons présenta dans Le Globe creux une théorie proche de celle de Symmes, mais ne mentionna pas ce dernier. Le fils de Symmes, Americus, publia alors La théorie des sphères concentriques de Symmes pour remettre les choses en place.

#### Histoire récente
Un partisan de la « Terre creuse » du début du XXe siècle, William Reed (hollow Earth) (en), écrivit Le fantôme des pôles en 1906. Il proposa l'idée d'une Terre creuse, mais sans coquilles ni Soleils intérieurs.
Vint ensuite Marshall Gardner (à ne pas confondre avec l'écrivain scientifique Martin Gardner), qui écrivit Un voyage vers l'intérieur de la Terre en 1913, puis une édition enrichie en 1920. Il plaça un soleil intérieur dans sa Terre creuse. Il en bâtit ensuite un modèle fonctionnel qu'il breveta (#1096102). Gardner ne fit pas mention de Reed, mais prit Symmes à partie pour ses idées.
D'autres écrivains ont suggéré que des êtres supérieurs possédant une sagesse ésotérique habitaient les cavernes souterraines d'une Terre creuse. Les thèses selon lesquelles l'Antarctique, le pôle Nord, le Tibet, le Pérou ou le mont Shasta en Californie (États-Unis) sont l'entrée d'un royaume souterrain connu sous le nom d'Agartha ont toutes des avocats pour les défendre. Certains prétendent même que les OVNI y ont leurs bases secrètes.
Un livre publié sous le pseudonyme de Raymond Bernard, paru en 1969, La Terre creuse, illustre cette idée. Le livre reprend les idées de Reed et Gardner, oubliant totalement Symmes. Bernard ajoute également ses propres idées : les OVNI viennent de l'intérieur de la Terre, la Nébuleuse de la Lyre prouve l'existence des mondes souterrains,  etc. Un article de Martin Gardner a révélé que le pseudonyme « Bernard » a parfois été utilisé par Walter Siegmeister.
Les pages du magazine de science-fiction Amazing Stories ont assuré la promotion de telles idées de 1945 à 1949 avec « The Shaver Mystery ». L'éditeur du magazine, Raymond A. Palmer, publia une série de récits de Richard Sharpe Shaver, présentés comme véridiques bien que placés dans un contexte de fiction. Shaver prétendait qu'une race supérieure préhistorique avait bâti un dédale de cavernes dans les profondeurs de la Terre, et que leurs descendants dégénérés, connus sous le nom de « Dero », y vivaient encore et utilisaient les fantastiques machines abandonnées par les anciennes races pour tourmenter ceux d'entre nous qui vivent à la surface. Comme particularité de ces tourments, Shaver décrivait des « voix » qui, selon lui, ne provenaient d'aucune source explicable. Des milliers de lecteurs écrivirent pour affirmer qu'eux aussi avaient entendu les voix sataniques provenant de l'intérieur de la Terre.
Des histoires surprenantes (qui ont peut-être été acceptées comme véridiques dans certains cercles marginaux) ont aussi circulé selon lesquelles Adolf Hitler et certains de ses partisans se sont échappés vers des régions souterraines à l'intérieur de la Terre après la Seconde Guerre mondiale, en empruntant une entrée située dans l'Antarctique, voire au pôle Sud. (Voir également l'adhésion supposée de Hitler aux théories de la Terre creuse concave, ci-après).
En 2001, Kevin et Matthew Taylor (équipe australienne père-fils) publièrent le livre La Terre sans horizon, dans lequel ils proposent une théorie pour le moins originale dans laquelle la Terre est creuse, et dans une phase d'expansion qui doit conduire à un état final d'équilibre. Dans leur théorie, la présence d'un soleil central de petite taille, alimenté par des radiations provenant de la surface intérieure de la coquille terrestre, explique notamment le magnétisme terrestre.
Quelques écrivains ont proposé la construction de mégastructures qui présentent des similarités avec un monde creux. Voir Sphère de Dyson et Globus Cassus.

### Terres creuses concaves

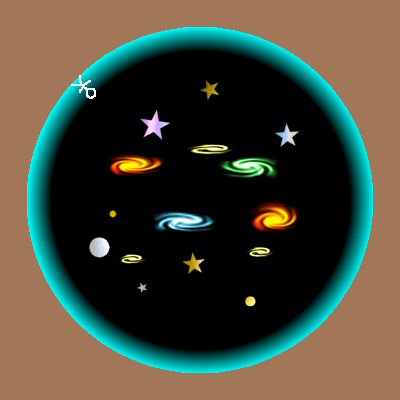
Exemple de Terre creuse concave : les hommes vivent à l'intérieur, et le centre contient l'univers ou une simple illusion de celui-ci.

Au lieu de considérer que nous vivons sur la surface extérieure d'une planète creuse, ce que l'on nomme parfois théorie de la Terre creuse « convexe », certains théoriciens sont partisans d'une théorie de la Terre creuse « concave ». Selon l'une de ces théories, nous vivons à l'intérieur d'un monde creux dans lequel c'est la force centrifuge et non la gravité qui nous maintient au sol, et l'univers que nous voyons n'est qu'une illusion qui pourrait être produite par des déviations de la lumière. La surface de la Terre, dans une telle conception, pourrait ressembler à la coquille interne d'une sphère de Dyson. De telles spéculations n'ont cependant jamais été prises au sérieux par la communauté scientifique. Selon d'autres théories, l'univers visible serait aussi réel que dans la cosmologie classique.
Cyrus Teed, médecin et alchimiste, eut en 1869 l'intuition mystique (illumination) d'un tel modèle de Terre creuse concave, qu'il appela « Cosmogonie cellulaire ». À partir de cette vision du monde, il fonda la secte Koreshan Unity (en) (Koresh est la version hébraïque de son prénom Cyrus), et créa en 1894 avec ses disciples une communauté utopiste à Estero en Floride, aujourd'hui parc historique. Les disciples de Teed effectuèrent en 1897 des mesures sur la côte de Floride, près de la ville de Naples, à l'aide d'un équipement technique approprié dit « rectiligneur » (rectilineator) ; selon eux, les résultats obtenus apportaient la preuve expérimentale de la concavité de la courbure de la Terre.
Plusieurs écrivains allemands du XXe siècle, dont Peter Bender, Johannes Lang, Karl Neupert et Fritz Braun, publièrent des travaux défendant la théorie de la Terre creuse concave (Hohlweltlehre). Selon certains[Qui ?], plusieurs membres de l'entourage d'Adolf Hitler (et peut-être Hitler lui-même), influencés par cette idéologie, auraient ordonné une opération destinée à espionner la Flotte britannique à partir de l'île de Rügen en mer Baltique ; il s'agissait d'obtenir des images des forces ennemies en dirigeant des télescopes vers le ciel, ce qui s'est conclu par un échec. Dans une variante, l'opération aurait été menée de l'île de Man dans le but d'espionner les États-Unis. Certains[Qui ?] partisans de la théorie de la Terre creuse concave considèrent que la mise en avant d'Hitler est une opération de désinformation destinée à la discréditer. Dans leur essai Le Matin des magiciens paru en 1960, Louis Pauwels et Jacques Bergier affirment que l'idéologie nazie se caractériserait par un certain mysticisme fondé sur les thèses ésotériques développées par l'Ordre de Thulé. 
L'un au moins des théoriciens contemporains de la Terre creuse concave[Lesquels ?], le mathématicien égyptien Mostafa Abdelkader[Qui ?], a étudié les adaptations des lois de la physique qui en sont la conséquence, notamment dans les domaines de la gravitation et de l'optique. Divers articles scientifiques dont il est l'auteur[Lesquels ?] décrivent en détail son modèle de Terre concave.
Dans l'un des chapitres de son livre On the Wild Side (1992), Martin Gardner examine le modèle développé par Abdelkader. Selon Gardner, cette théorie pose comme principe que les rayons lumineux se déplacent selon des trajets circulaires, et ralentissent lorsqu'ils se rapprochent du centre de la caverne remplie d'étoiles. Aucune énergie ne peut atteindre le centre de la caverne, qui ne correspond à aucun point situé à distance finie de la Terre dans la cosmologie couramment acceptée par la communauté scientifique. En outre, les dimensions des objets varient selon leur distance au centre de la caverne. Aucune expérimentation ne permettrait de conclure à la validité de l'une des deux cosmologies. Martin Gardner note que « la plupart des mathématiciens croient qu'un univers inversé, avec des lois physiques correctement adaptées, est empiriquement irréfutable », c'est-à-dire métaphysique. Gardner rejette donc la théorie de la Terre creuse concave en vertu du « principe de parcimonie » couramment appelé rasoir d'Ockham.
Il est bien sûr toujours possible de définir une transformation mathématique des coordonnées telle que l'intérieur de la Terre devient l'extérieur, et réciproquement. Par exemple, dans un système de coordonnées sphériques, la transformation (appelée inversion) dans laquelle le rayon r deviendrait R2/r (où R est le rayon de la Terre) laisserait inchangés les points à la surface de la Terre, mais placerait au centre de la caverne les points à l'infini de l'univers classique. De telles transformations demanderaient que les lois physiques soient modifiées en conséquence. Le consensus scientifique suggère que de telles théories tendent au sophisme.
On peut noter que l'application du théorème de Noether en relativité générale signifie que les lois de la physique sont invariantes par difféomorphisme : il n'existe donc effectivement aucune expérience physique permettant de distinguer l'univers dans lequel nous évoluons de son image obtenue par une inversion polaire (si par rapport au centre de la terre toutes les distances d sont modifiées de manière cohérente en R2/d). Le critère qui fait préférer la description usuelle est celui de la simplicité et de l'universalité : il n'y a pas de raison particulière pour qu'une inversion se place précisément au centre de la terre, plutôt qu'en n'importe quel point de l'espace.

## Théorie de la gravitation de Newton et Terre creuse
Selon la théorie mathématique du potentiel gravitationnel d'Isaac Newton, la force gravitationnelle est nulle à l'intérieur d'une coquille sphérique, quelle que soit l'épaisseur de celle-ci, si l'on néglige l'effet des autres masses à l'intérieur et à l'extérieur de la coquille (théorème dit « de la coquille creuse »). Ainsi, selon ce théorème, et contrairement à la croyance populaire, les êtres qui vivraient à l'intérieur d'une terre creuse supposée ne subiraient aucune attraction vers l'extérieur, et ne pourraient donc pas se maintenir sur le sol. Ils se trouveraient en état d'apesanteur presque complète, ne ressentant que la légère force de gravité résiduelle provenant de la forme imparfaitement sphérique de la Terre, et des forces de marée produites par les corps célestes extérieurs, comme la Lune. La force centrifuge due à la rotation de la Terre les attirerait en théorie vers l'extérieur, mais elle n'excéderait pas, même à l'équateur, 0,3 % de la force de gravité qui s'exerce à la surface « extérieure » de la Terre.

## Terres creuses dans la fiction
Pour un article plus général, voir Fictions souterraines.
La fiction a souvent mis en scène des mondes souterrains : on les trouve représentés aussi bien dans la littérature que dans les bandes dessinées, le cinéma et les jeux, où l’environnement, la faune et les peuples y habitant sont souvent des êtres préhistoriques ayant survécu sous terre. Il n'est cependant pas toujours évident de déterminer s'il est réellement question de mondes creux (au sens strict), ou bien s'il s'agit simplement de vastes cavernes souterraines. Malgré tout, ces deux types de monde souterrain sont tout de même pris en compte autant l'un que l'autre du moment que l'action se situe sous terre.
Le cycle de Pellucidar (1914-1944), d'Edgar Rice Burroughs, est en revanche très clair : il décrit longuement la surface interne de la Terre, avec un soleil fixe au centre.
Le film américain de 2022 Moonfall reprend ce concept et l'applique à la Lune.